# Nedělní písmeno

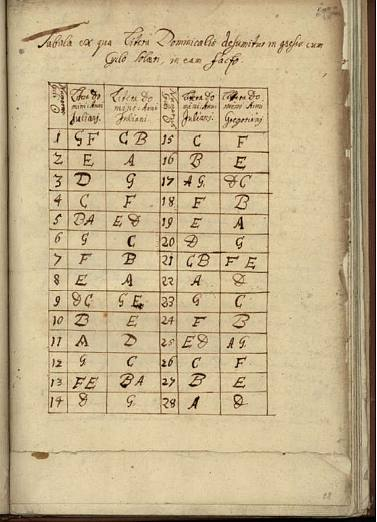
Sluneční kruh nedělních písmen v popisu Staroměstského orloje od Jana Táborského z roku 1570

Nedělní písmeno (latinsky littera dominicalis) je písmeno, které připadne na neděli, pokud jsou dny od 1. do 7. ledna označeny písmeny latinské abecedy A–G. Písmena sloužila k určení kalendáře na daný rok a také pro výpočet data Velikonoc. Posloupnost písmen se pravidelně opakuje v slunečním kruhu (kalendářní cyklus původně trvající 28 let).
V současnosti použití nedělních písmen prakticky nahrazuje výpočetní technika a algoritmus pro výpočet dne v týdnu, význam má především v historické chronologii.

## Rok podle nedělního písmene
Nedělní písmeno určuje, na kolikátého ledna připadá první neděle daného roku, například písmeno G (7. v abecedě) značí neděli 7. ledna. Ze znalosti písmene lze tedy odvodit nejen kterým dnem v týdnu rok začínal, ale určit den v týdnu pro libovolné datum toho roku.:s.234–236 Existuje 7 možností, kterým dnem rok začíná, a na každý běžný rok lze tedy použít jeden ze 7 kalendářů odpovídající danému nedělnímu písmenu.
Přestupné roky mají na konci února přidaný jeden den, označují se proto dvojicí nedělních písmen. První písmeno určuje kalendář pro leden a únor, měsíce březen až prosinec se pak řídí kalendářem druhého písmene.
| Běžný rok | Přestupný rok | První neděle | Rok začíná |
| --------- | ------------- | ------------ | ---------- |
| A         | AG            | 1. ledna     | nedělí     |
| B         | BA            | 2. ledna     | sobotou    |
| C         | CB            | 3. ledna     | pátkem     |
| D         | DC            | 4. ledna     | čtvrtkem   |
| E         | ED            | 5. ledna     | středou    |
| F         | FE            | 6. ledna     | úterým     |
| G         | GF            | 7. ledna     | pondělím   |

### Denní písmena
Pokud je v kalendáři písmeny A–G označeno nejen prvních sedm dní, ale po řadě všech 365 dní, vznikne pomůcka, kde všechny dny označené stejným písmenem připadají na stejný den v týdnu v každém běžném roce. Nedělní písmeno aktuálního roku lze jednoduše zjistit podle písmene uvedeného u data nejbližší neděle. Tímto písmenem jsou zároveň označeny i všechny ostatní neděle daného roku, což mělo význam pro nedělní liturgii. Příklad tohoto kalendáře je na kalendářní desce pražského orloje.
V přestupném roce se o přestupném dni denní písmeno nezmění, zůstává v platnosti to z předchozího dne, ale změní se přiřazení dní jednotlivým písmenům, které pak platí do konce roku. Tím se změní i nedělní písmeno, které se o jednu pozici sníží. V juliánském kalendáři byl přestupný den 24. únor, který se zdvojoval a písmeno F tedy platilo oba tyto dny, tudíž se v týdnu s 24. únorem vystřídalo jen šest denních písmen. Podobně se deska pražského orloje v přestupném roce na den zastaví a 29. února stále ukazuje 28. únor a písmeno C. Například pro nedělní písmeno E dle denních písmen: 28. 2. C, 1. 3. D, 2. 3. E zjistíme, že neděle připadá na 2. března a pátek tedy na 28. února. V přestupné roce ovšem bude po pátku následovat sobota 29. února a neděle bude již 1. března, nedělní písmeno se proto dle denního písmene změní na D.
| Den      | 1 | 2 | 3 | 4 | 5 | 6 | 7 | 8 | 9 | 10 | 11 | 12 | 13 | 14 | 15 | 16 | 17 | 18 | 19 | 20 | 21 | 22 | 23 | 24 | 25 | 26 | 27 | 28 | 29 | 30 | 31 |
| -------- | - | - | - | - | - | - | - | - | - | -- | -- | -- | -- | -- | -- | -- | -- | -- | -- | -- | -- | -- | -- | -- | -- | -- | -- | -- | -- | -- | -- |
| leden    | A | B | C | D | E | F | G | A | B | C  | D  | E  | F  | G  | A  | B  | C  | D  | E  | F  | G  | A  | B  | C  | D  | E  | F  | G  | A  | B  | C  |
| únor     | D | E | F | G | A | B | C | D | E | F  | G  | A  | B  | C  | D  | E  | F  | G  | A  | B  | C  | D  | E  | F  | G  | A  | B  | C  | —  | —  | —  |
| březen   | D | E | F | G | A | B | C | D | E | F  | G  | A  | B  | C  | D  | E  | F  | G  | A  | B  | C  | D  | E  | F  | G  | A  | B  | C  | D  | E  | F  |
| duben    | G | A | B | C | D | E | F | G | A | B  | C  | D  | E  | F  | G  | A  | B  | C  | D  | E  | F  | G  | A  | B  | C  | D  | E  | F  | G  | A  | —  |
| květen   | B | C | D | E | F | G | A | B | C | D  | E  | F  | G  | A  | B  | C  | D  | E  | F  | G  | A  | B  | C  | D  | E  | F  | G  | A  | B  | C  | D  |
| červen   | E | F | G | A | B | C | D | E | F | G  | A  | B  | C  | D  | E  | F  | G  | A  | B  | C  | D  | E  | F  | G  | A  | B  | C  | D  | E  | F  | —  |
| červenec | G | A | B | C | D | E | F | G | A | B  | C  | D  | E  | F  | G  | A  | B  | C  | D  | E  | F  | G  | A  | B  | C  | D  | E  | F  | G  | A  | B  |
| srpen    | C | D | E | F | G | A | B | C | D | E  | F  | G  | A  | B  | C  | D  | E  | F  | G  | A  | B  | C  | D  | E  | F  | G  | A  | B  | C  | D  | E  |
| září     | F | G | A | B | C | D | E | F | G | A  | B  | C  | D  | E  | F  | G  | A  | B  | C  | D  | E  | F  | G  | A  | B  | C  | D  | E  | F  | G  | —  |
| říjen    | A | B | C | D | E | F | G | A | B | C  | D  | E  | F  | G  | A  | B  | C  | D  | E  | F  | G  | A  | B  | C  | D  | E  | F  | G  | A  | B  | C  |
| listopad | D | E | F | G | A | B | C | D | E | F  | G  | A  | B  | C  | D  | E  | F  | G  | A  | B  | C  | D  | E  | F  | G  | A  | B  | C  | D  | E  | —  |
| prosinec | F | G | A | B | C | D | E | F | G | A  | B  | C  | D  | E  | F  | G  | A  | B  | C  | D  | E  | F  | G  | A  | B  | C  | D  | E  | F  | G  | A  |

## Střídání nedělních písmen
Protože běžný rok má 52 týdnů a jeden den, rok začíná a končí stejným dnem a písmeno se u následujícího roku posouvá v abecedě zpět o jedno místo. Například rok začínající sobotou má písmeno B (neděle 2. ledna), sobotou také končí (31. 12.) a další rok tak začíná (1. 1.) nedělí a má písmeno A (neděle 1. ledna).
U přestupných roků se písmeno navíc posouvá zpět ještě na konci února, dochází tedy k posunu o dvě písmena. Například po roce BA následuje G: rok začínající sobotou (B) se od března řídí písmenem A, končí proto nedělí a následující rok začíná pondělím (neděle 7. ledna, písmeno G). Celý cyklus střídání nedělních písmen se v juliánském kalendáři opakuje po 28 letech, což je tzv. sluneční kruh.
| Sluneční kruh   | 1 | 2 | 3 | 4  | 5 | 6 | 7 | 8  | 9 | 10 | 11 | 12 | 13 | 14 | 15 | 16 | 17 | 18 | 19 | 20 | 21 | 22 | 23 | 24 | 25 | 26 | 27 | 28 |
| --------------- | - | - | - | -- | - | - | - | -- | - | -- | -- | -- | -- | -- | -- | -- | -- | -- | -- | -- | -- | -- | -- | -- | -- | -- | -- | -- |
| Písmeno nedělní | G | F | E | DC | B | A | G | FE | D | C  | B  | AG | F  | E  | D  | CB | A  | G  | F  | ED | C  | B  | A  | GF | E  | D  | C  | BA |

Nedělní písmeno lze odečíst z tabulky na základě čísla daného roku (1–28) v slunečním kruhu. Při gregoriánské reformě kalendáře bylo vynecháním 10 dní v říjnu 1582 změněno nedělní písmeno z G na C, k dalším posunům došlo v letech 1700, 1800 a 1900, které na rozdíl od juliánského kalendáře nebyly přestupné. Pro písmeno nového počtu (gregoriánského) lze použít písmene pro starý počet (juliánský) a korekci o příslušný počet písmen, písmeno se mění k 1. březnu.
| Starý počet                  | 1582–1700 | 1700–1800 | 1800–1900 | 1900–2100 | 2100–2200  |
| ---------------------------- | --------- | --------- | --------- | --------- | ---------- |
| posun kalendáře              | -10 dní   | -11 dní   | -12 dní   | -13 dní   | -14 dní    |
| písmeno dle slunečního kruhu | +3 (10-7) | +4 (11-7) | +5 (12-7) | +6 (13-7) | 0 (14=2×7) |
| A                            | D         | E         | F         | G         | A          |

Rovněž se používaly tabulky nedělních písmen, kde byly k jednotlivým rokům starého i nového počtu písmena přímo přiřazena.

## Výpočet nedělního písmena
Pro jakýkoliv rok juliánského kalendáře lze vypočítat pozici roku v rámci slunečního kruhu a na jeho základě mu přiřadit příslušné písmeno. Sluneční kruh je zbytek po vypočtení vzorce (rok + 9) : 28, pokud je zbytek rovný nule, počítá se s rokem, jako by byl dvacátý osmý. Konstanta 9 vyrovnává posun kruhu oproti roku našeho letopočtu, protože rok 1 nebyl počáteční, ale již desátým rokem kruhu.:s.233
Přiřazení písmene podle slunečního kruhu lze podle tabulky, kterou můžeme vytvořit na základě informace, že první rok kruhu je přestupný a začíná pondělím (písmeno GF). Tabulku tvoří pět řad písmen G–A (obrácené abecední pořadí) za sebou, která představují posun dní v únoru přestupného a na konci každého roku. Písmena se pravidelně rozdělí do sedmi skupin po pěti písmenech, každá skupina představuje čtyřletý cyklus, kde vždy první dvojice označuje přestupný rok a následující tři písmena roky nepřestupné. Jednotlivým rokům kruhu jsou pak přiřazena čísla 1–28.
Nedělní písmeno v gregoriánském kalendáři se určí jako pro juliánský rok a provede se korekce. Písmeno je potřeba (viz tabulka výše) v letech po zavedení reformy do roku 1699 posunout o tři, pro roky 1700–1799 o čtyři, pro 1800–1899 o pět, pro 1900–2099 o šest. Korekce zohledňuje posun obou kalendářů, a protože korekcí o 7 dní se písmeno nezmění, stačí provést korekci o zbytek po dělení posunu kalendářů sedmi, např. do roku 1699 byl rozdíl 10 dní, tedy stačí posunout o 3 (7+3). V letech 2100–2199 bude rozdíl činit celé dva týdny, takže nedělní písmena budou pro oba kalendáře stejná.:s.236

## Tabulka pro roky 2000–2027
Každému roku je přiřazeno nedělní písmeno, přestupným rokům dvojice písmen, v závorce je uvedeno pořadí roku ve slunečním kruhu.
- 2000 BA (28)
- 2001 G (1)
- 2002 F (2)
- 2003 E (3)
- 2004 DC (4)
- 2005 B (5)
- 2006 A (6)
- 2007 G (7)
- 2008 FE (8)
- 2009 D (9)
- 2010 C (10)
- 2011 B (11)
- 2012 AG (12)
- 2013 F (13)
- 2014 E (14)
- 2015 D (15)
- 2016 CB (16)
- 2017 A (17)
- 2018 G (18)
- 2019 F (19)
- 2020 ED (20)
- 2021 C (21)
- 2022 B (22)
- 2023 A (23)
- 2024 GF (24)
- 2025 E (25)
- 2026 D (26)
- 2027 C (27)